# Хлопковый долгоносик

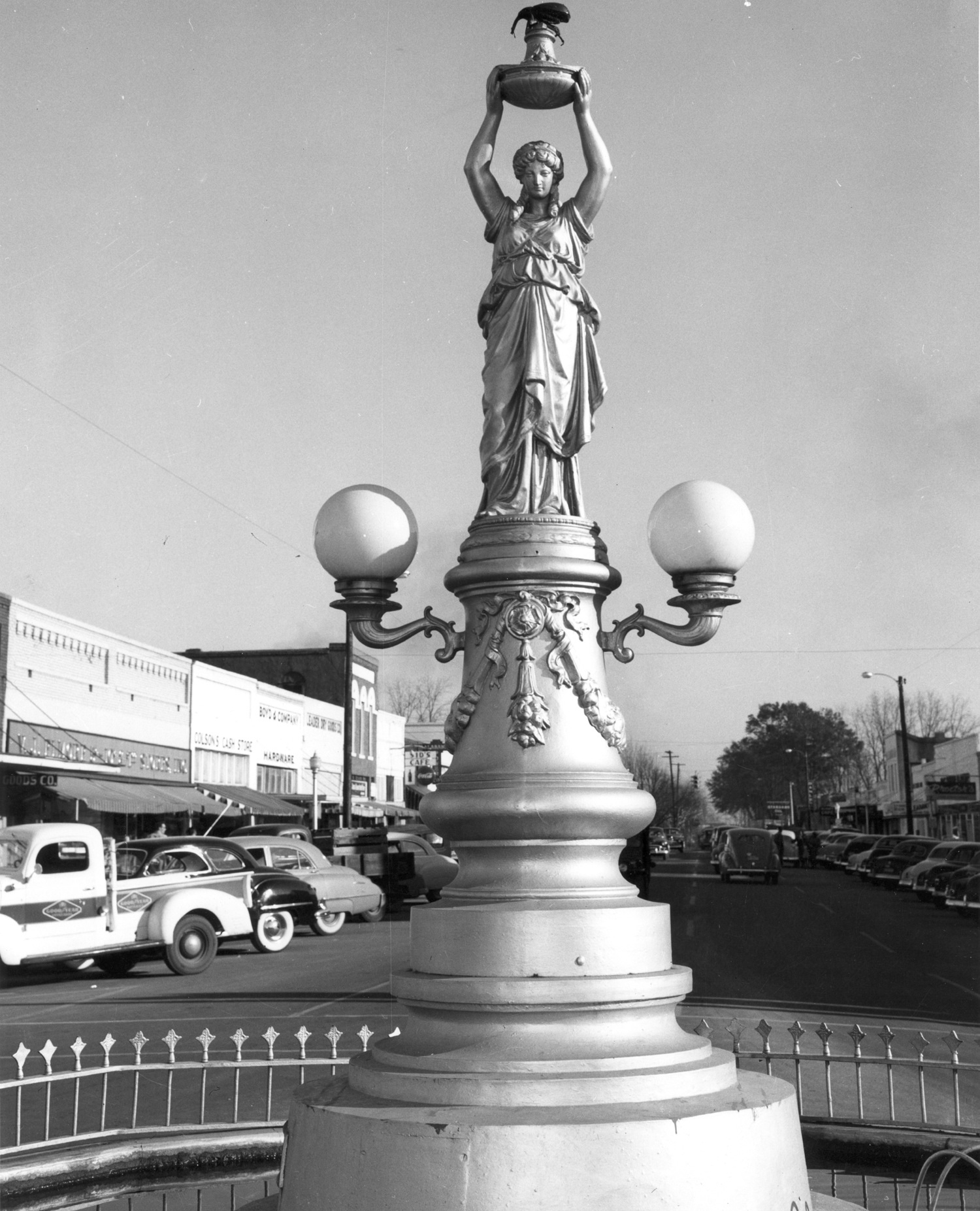
Памятник хлопковому долгоносику

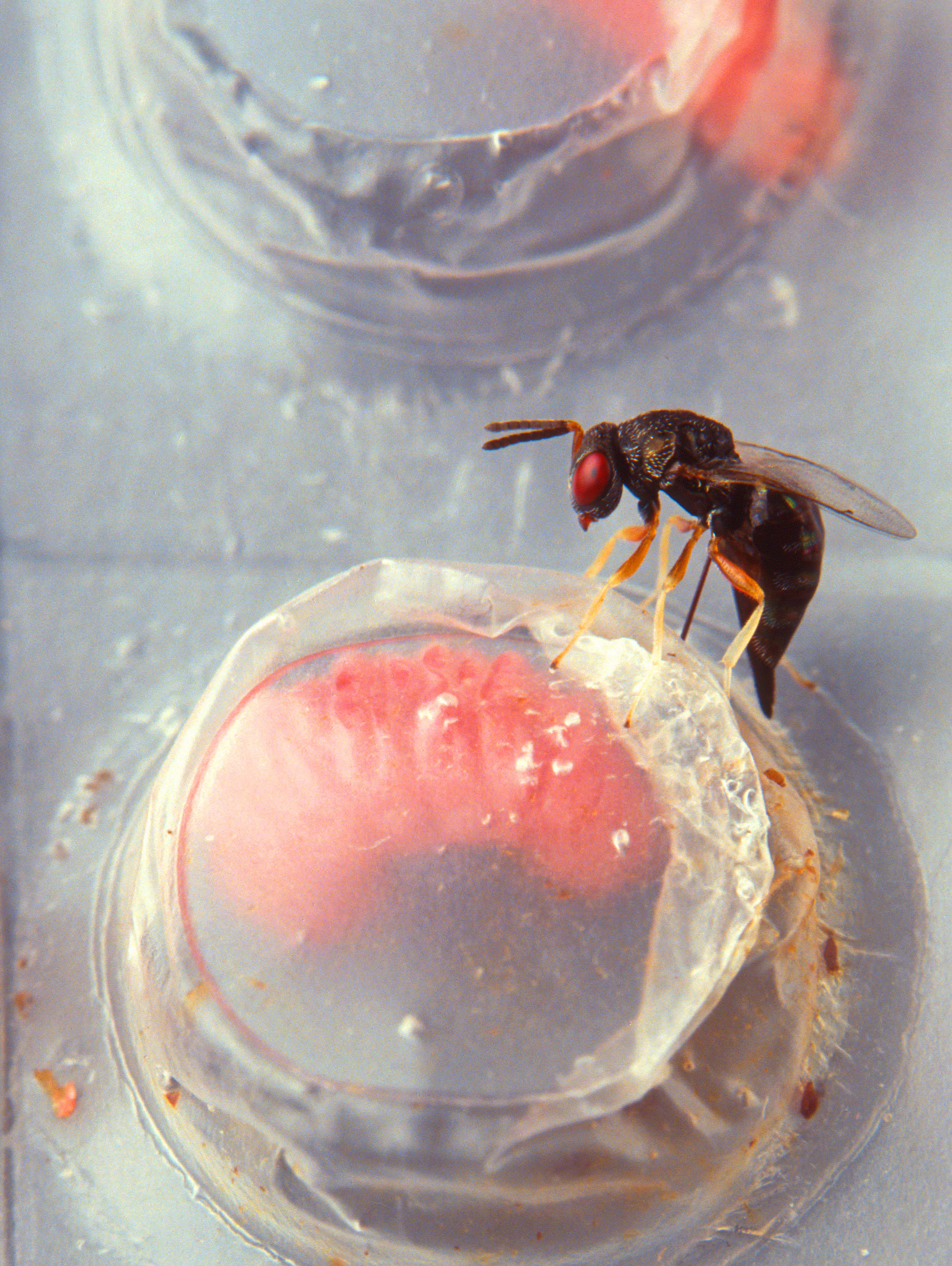
Самка паразитического наездника Catolaccus grandis рядом с личинкой долгоносика

Хлопковый долгоносик (лат. Anthonomus grandis) — вид жуков-долгоносиков (Curculionidae). Живёт в Северной и Центральной Америке: США, Мексика, Куба и др. Опасный инвазивный вид, вредитель хлопчатника. В конце XIX — начале XX веков огромный ущерб, причиняемый этим долгоносиком был причиной ряда экономических спадов в США. Потери фермеров оцениваются в сумму до 300 млн долларов в год. Был завезён из Мексики в США в 1800-х годах. Одно из немногих насекомых, которому поставлен памятник. Его называют самым известным американским сельскохозяйственным вредителем.

## Распространение
Нативный ареал: Мексика и Центральная Америка.

Регионы инвазии: Северная Америка (США), Южная Америка (Аргентина, Бразилия, Венесуэла, Колумбия, Парагвай, Перу).
Годы обнаружения: 1892 — США (Техас); 1949 — Венесуэла; 1950 — Колумбия; 1983 — Бразилия; 1993 — Аргентина.

## Описание
Мелкий жук, длина от 0,32 до 1,27 см, длина хоботка (носа) составляет половину тела; окраска от коричневой до серовато-бурой. Жуки питаются на хлопчатнике от 3 до 7 дней, спариваются, затем откладывают яйца. Личинки появляются из них в период от 2 до 5 дней, начинают питаться внутри хлопчатника. Развитие личиночной стадии длится от 7 до 14 суток. Затем происходит окукливание и через 4—6 дней появляется взрослый жук-долгоносик. Полный жизненный цикл занимает от 16 до 18 дней в подходящих погодных условиях. Одна самка может за один год дать от 6 до 7 новых поколений молодых жуков. Плодовитость самок достигает 200 яиц (Bohmfalk et al.1996).

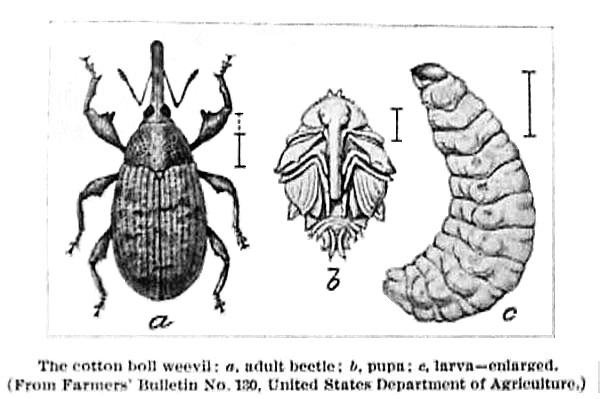
Стадии развития: имаго, куколка, личинка. Рисунок 1910 года
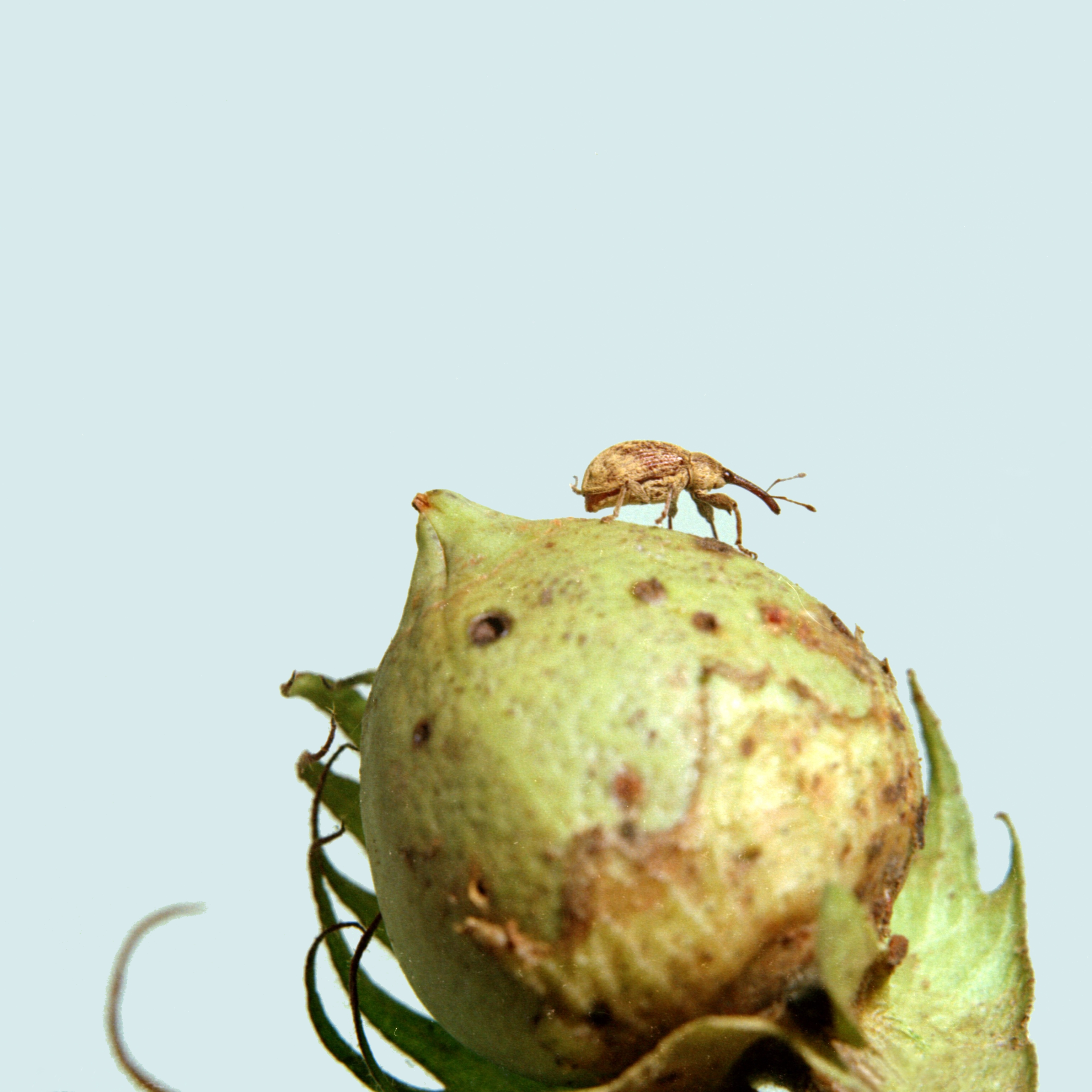
Долгоносик на хлопчатнике (Gossypium hirsutum)
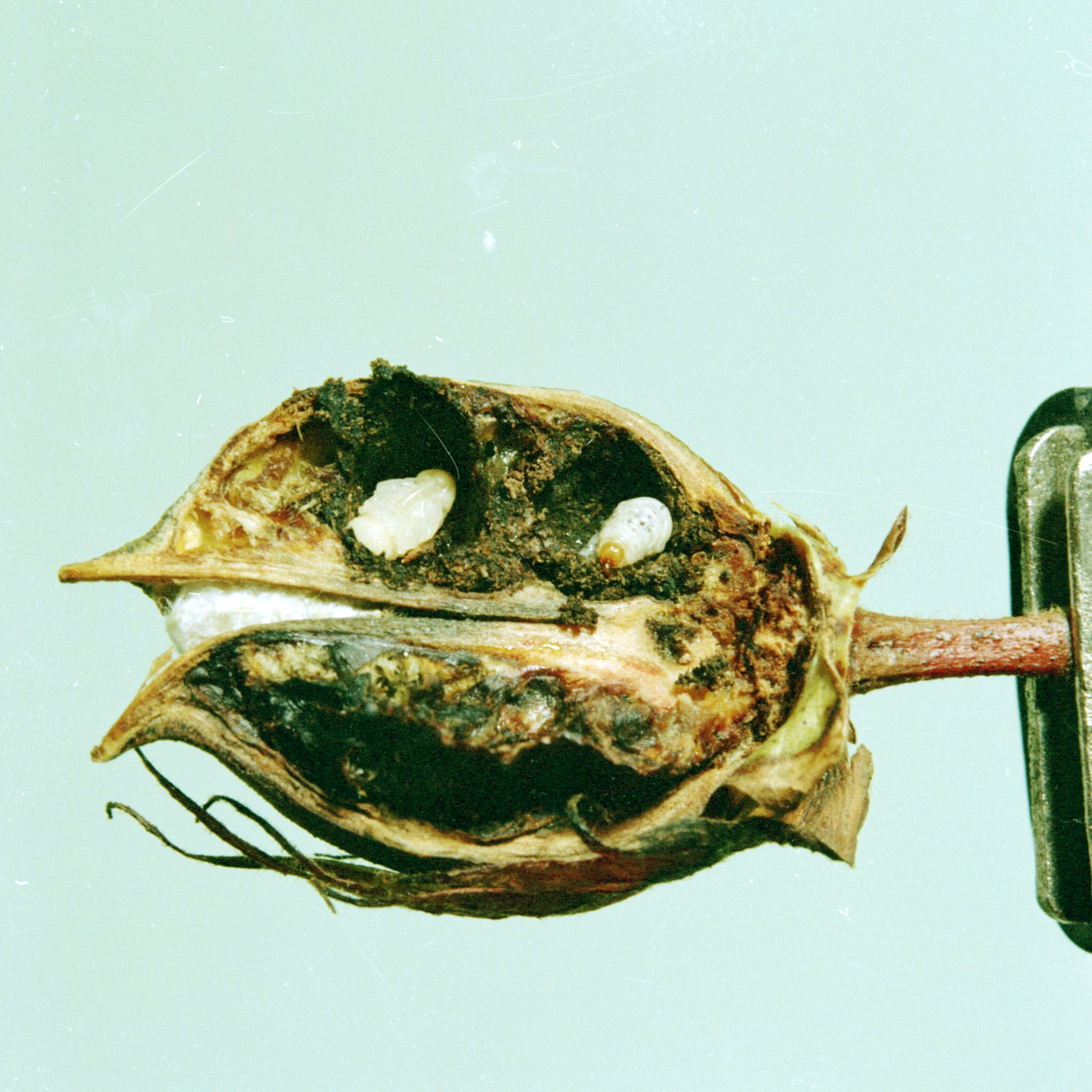
Повреждения, вызванные личинками долгоносика

## Борьба с вредителем

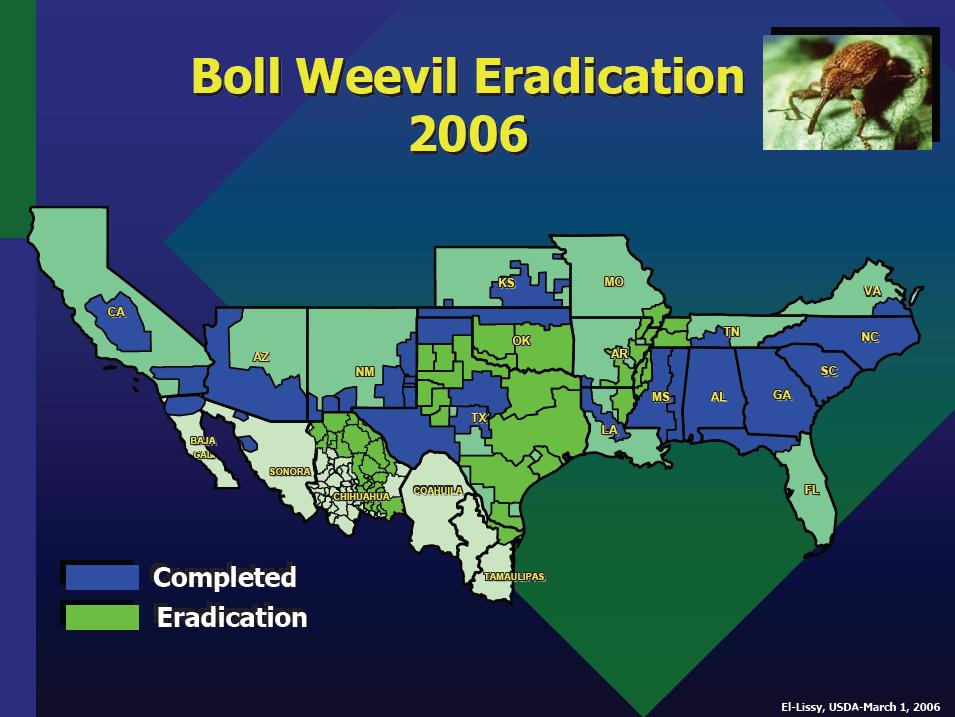
Статус программы борьбы с хлопковым долгоносиком в 2006 году

Первоначально фермеры для борьбы с хлопковым долгоносиком применяли разнообразные химикаты, включая очень токсичные инсектициды (ДДТ, Альдрин, Дильдрин, Эндрин, Гептахлор, Карбофос, Тиофос, Toxaphene). В 1958 году Национальный хлопковый Союз (National Cotton Council) при поддержке Конгресса США добился создания при Минсельхозе США специализированной лаборатории USDA Boll Weevil Research Lab. Для борьбы с хлопковым долгоносиком в США с 1970-х годов действует специальная программа Boll Weevil Eradication Program для интегрированного управления его численностью. Она была впервые запущена в штатах Вирджиния и Южная Каролина в 1978 году и далее расширена на десяток южных штатов США (включая Аризону, Флориду, Джорджию, Калифорнию, Техас и другие). Это позволило почти вдвое снизить использование химикатов.
В 1980-х года энтомологи из Техасского университета A&M заметили, что распространение другого опасного инвазивного вида, красного огненного муравья, стало одним из факторов снижения численности хлопковых долгоносиков. Это является следствием того, что огненные муравьи атакуют личинок и куколок хлопкового долгоносика.
Для интегрированной борьбы с хлопковым долгоносиком используют паразитических наездников Catolaccus grandis (Burks, 1954) (Pteromalidae), вирусы (Chilo iridescent), грибы Beauveria bassiana, а также новые устойчивые сорта хлопчатника.

## Памятник хлопковому долгоносику
В городе Энтерпрайз (штат Алабама, США) установлен памятник хлопковому долгоносику, как дань памяти тому, когда что-то катастрофическое может быть катализатором перемен и напоминание о том, как люди города Энтерпрайз выстояли в трудный период. Монумент установлен в 1919 году в деловом центре города. Впервые хлопковый долгоносик появился в Алабаме в 1915 году и в 1918 уничтожил почти весь урожай. Местные бизнесмены предложили сменить сельскохозяйственную культуру и перейти на выращивание арахиса и других растений. Это в итоге спасло фермеров от разорения.

## Песня
«The Boll Weevil Song» — классическая блюзовая песня, также известная под названиями «Boweavil» или «Blow Weevil Blues». Несмотря на то, что многие песни о долгоносике были записаны блюзовыми музыкантами в 1920-40-х годах, эта приобрела известность благодаря тому, что американский певец и композитор-песенник Ледбелли исполнил её, что было записано фольклористом Аланом Ломаксом в 1934 году. Адаптация песни 1961 года, исполненная американским певцом Бруком Бентоном стала поп-хитом, достигнув второго места в Billboard Hot 100.